# Friuli Isonzo Cabernet franc
Il Friuli Isonzo Cabernet franc è un vino DOC la cui produzione è consentita nella provincia di Gorizia.

## Caratteristiche organolettiche
- colore: rosso rubino intenso.
- odore: vinoso, intenso, gradevole, con profumo erbaceo caratteristico.
- sapore: asciutto, di corpo, erbaceo, gradevole, vellutato.

## Produzione
Provincia, stagione, volume in ettolitri
- Gorizia  (1990/91)  3599,89
- Gorizia  (1991/92)  3618,84
- Gorizia  (1992/93)  4491,76
- Gorizia  (1993/94)  4332,65
- Gorizia  (1994/95)  4760,59
- Gorizia  (1995/96)  4010,33
- Gorizia  (1996/97)  5250,09